# Саммерхейз, Виктор Сэмюэл
Виктор Сэмюэл Саммерхейз (англ. Victor Samuel Summerhayes; 1897—1974) — британский ботаник-флорист, специалист по растениям семейства орхидных.

## Биография
Виктор Сэмюэл Саммерхейз родился 21 февраля 1897 года в небольшом городе Стрит в графстве Сомерсет. Учился в школе Секси в Брютоне, с 1914 года — в Университетском колледже Лондона, который окончил со степенью бакалавра наук в 1920 году. В 1916—1919 служил в армии, принимал участие в битве на Сомме.
В 1921 году Саммерхейз путешествовал по Шпицбергену в составе Оксфордской экспедиции, впоследствии издал несколько статей по экологии острова. С 1925 года Виктор Сэмюэл Саммерхейз возглавлял гербарий орхидных растений Австралазии Королевских ботанических садов Кью. В 1930 году Саммерхейз подготовил ревизию видов рода Франкения, произрастающих в этом регионе, затем интересовался почти исключительно орхидными.
В 1938 году Саммерхейз стал почётным хранителем Британского экологического общества, в 1965 году был избран его почётным членом.
В 1950 году учёный за свой вклад в систематику орхидных был удостоен Ордена Британской империи. В 1963 году он стал почётным членом Малайзийского орхидного общества, в 1964 — Королевского садоводческого общества.
Виктор Саммерхейз скончался 27 декабря 1974 года.

## Некоторые научные публикации
- Summerhayes, V.S. Wild orchids of Britain. — London, 1951. — 366 p.
- Summerhayes, V.S. Orchidaceae: Orchideae / ed. H.J. Beentje. — 1968. — Vol. 1—3. — 235 p. — (Flora of tropical East Africa, no. 35).

## Роды растений, названные в честь В. С. Саммерхейза
- Summerhayesia P.J.Cribb, 1977